# Walcherath
Walcherath ist ein Weiler im Eifelkreis Bitburg-Prüm in Rheinland-Pfalz.
Der kleinere nördlich gelegene Teil gehört zur Gemeinde Gondenbrett
und der größere südliche Teil zur Stadt Prüm, siehe: Prüm#Ortsteil Walcherath.
Die Häuser liegen an der Bundesstraße 265 und am Fuße des Münsterberges (590 m).
Bei Walcherath entspringt der Tettenbach (Prüm).